# استیو بیزلی
استیو بیزلی (انگلیسی: Steve Bisley؛ زادهٔ ۲۶ دسامبر ۱۹۵۱) بازیگر اهل استرالیا است.
از فیلم‌ها یا برنامه‌های تلویزیونی که وی در آن نقش داشته‌است، می‌توان به به من بگوئید آقا، مکس دیوانه، تپه سرخ، سرقت بزرگ و دکتر دکتر اشاره کرد.